# Jem Ward

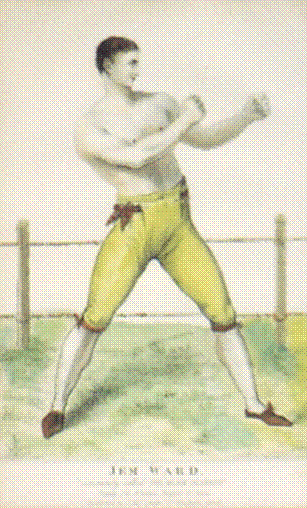
Jem Ward

Jem Ward (* 26. Dezember 1800; † 3. April 1884 in Liverpool) war ein britischer Boxer der Bare-knuckle-Ära.
Er wurde 1815 im Alter von 15 Jahren Profi und blieb sieben Jahre unbesiegt. 1822 wurde er von der Aufsichtsbehörde Pugilistic Society wegen eines verschobenen Kampfes als erster Boxer der Geschichte gesperrt, nachdem er gegen Bill Abbott k. o. gegangen war. 1823 begnadigte man ihn jedoch wieder. 1825 gewann er den Titel gegen Tom Cannon mit Leichtigkeit und war von 1825 bis 1831 mit einer kurzen Unterbrechung 1827 englischer Meister. 1827 besiegte ihn Peter Crawley, der aber sofort zurücktrat. Ward gewann daraufhin die vakante Krone und behielt sie bis zu seinem Karriereende 1831.
1995 fand Ward Aufnahme in die International Boxing Hall of Fame.